# Gamonoso
Gamonoso es una entidad local inferior al municipio EATIM perteneciente al municipio de Anchuras, provincia de Ciudad Real, en la comunidad autónoma española de Castilla-La Mancha, situado en las Tierras de Talavera.
Esta pequeña aldea fue fundada en el año 1879 por colonos llegados de la localidad de la misma comarca talaverana de Aldeanueva de San Bartolomé en la provincia de Toledo. Dichos nuevos pobladores compraron la dehesa del Gamonoso situada a 12 kilómetros de Anchuras y establecieron allí sus casas donde se dedicaron a la agricultura, la ganadería y la apicultura.
En 2014 contaba con 18 habitantes según los datos oficiales del INE.
Está situado en un entorno natural maravilloso muy cerca del Parque nacional de Cabañeros.
A pesar de estar situado en la provincia de Ciudad Real sus habitantes, al igual que los de Anchuras y los otros tres pueblos pedáneos Encinacaida, Huerta del Sauceral y Enjambre, están íntimamente relacionados con su antigua capital Talavera de la Reina.
La economía se basa en el turismo, el corcho, la agricultura, la ganadería y la apicultura.
Las atracciones turísticas más populares son la iglesia y la antena.
- Datos: Q8963426